# Juan Ignacio García Zalvidea
Juan Ignacio García Zalvidea (Ciudad de México, 15 de febrero de 1957), conocido como "El Chacho", es un político mexicano, miembro de Movimiento Ciudadano. Se desempeñó como presidente municipal de Benito Juárez, con cabecera en Cancún, Quintana Roo. Fue diputado federal de la LVIII Legislatura del Congreso de la Unión de México por el I Distrito Electoral Federal de Quintana Roo en el cual llegó en representación del Partido Acción Nacional (PAN), al cual renunció para ser Presidente Municipal de Benito Juárez.
En 2005, fue detenido bajo cargos de peculado por 97 millones de pesos de acusación de la Procuraduría de Justicia de Quintana Roo.
Tras su detención, el también presidente estatal del PRD, se declaró preso político y aseguró que detrás su aprehensión estaban el entonces gobernador Félix González Canto, el exgobernador Joaquín Hendricks Díaz y el alcalde Francisco Alor Quezada.
Su reaprehensión motivó de inmediato la movilización de una docena de perredistas en la nómina del exalcalde, quienes acudieron a la Subprocuraduría General de Justicia del estado.
El gobernador de Quintana Roo, Félix González Canto, se deslindó políticamente de la detención de García Zalvidea, y pidió a los simpatizantes del ex Edil, abstenerse de realizar movilizaciones.
"La detención de Juan Ignacio García Zalvidea es un asunto estrictamente jurídico."
Al estar jurídicamente impedido para competir por Senador, lo hizo su hermano José Luis García Zalvidea quien fue elegido este	2 de julio de 2006.
El 24 de diciembre de 2006 fue puesto en libertad después de pagar una fianza de 97 millones de pesos posteriormente fue exonerado y fue declarado inocente de todos los cargos que tenía presentados en su contra. Así mismo se demostró que todo era una conspiración por parte del gobierno del estado y del Partido Revolucionario Institucional (PRI) para que no pudiera contender como candidato a la gobernatura ya que temían a que el fuera el ganador de estas elecciones.